# آسن آسنوف
آسن آسنوف (انگلیسی: Asen Asenov؛ زادهٔ ۳۰ ژانویهٔ ۱۹۵۴) مهندس اهل بلغارستان و از اعضای پیوسته انجمن مهندسان برق و الکترونیک و دانش‌آموختگان دانشگاه صوفیا است.